# Ariocarpus fissuratus
Ariocarpus fissuratus, conocido comúnmente como biznaga o peyotillo, es una especie de planta suculenta perteneciente al género Ariocarpus, dentro de la familia Cactaceae. Se distribuye desde el norte de México hasta Texas (Estados Unidos) y es de crecimiento extremadamente lento.

## Descripción

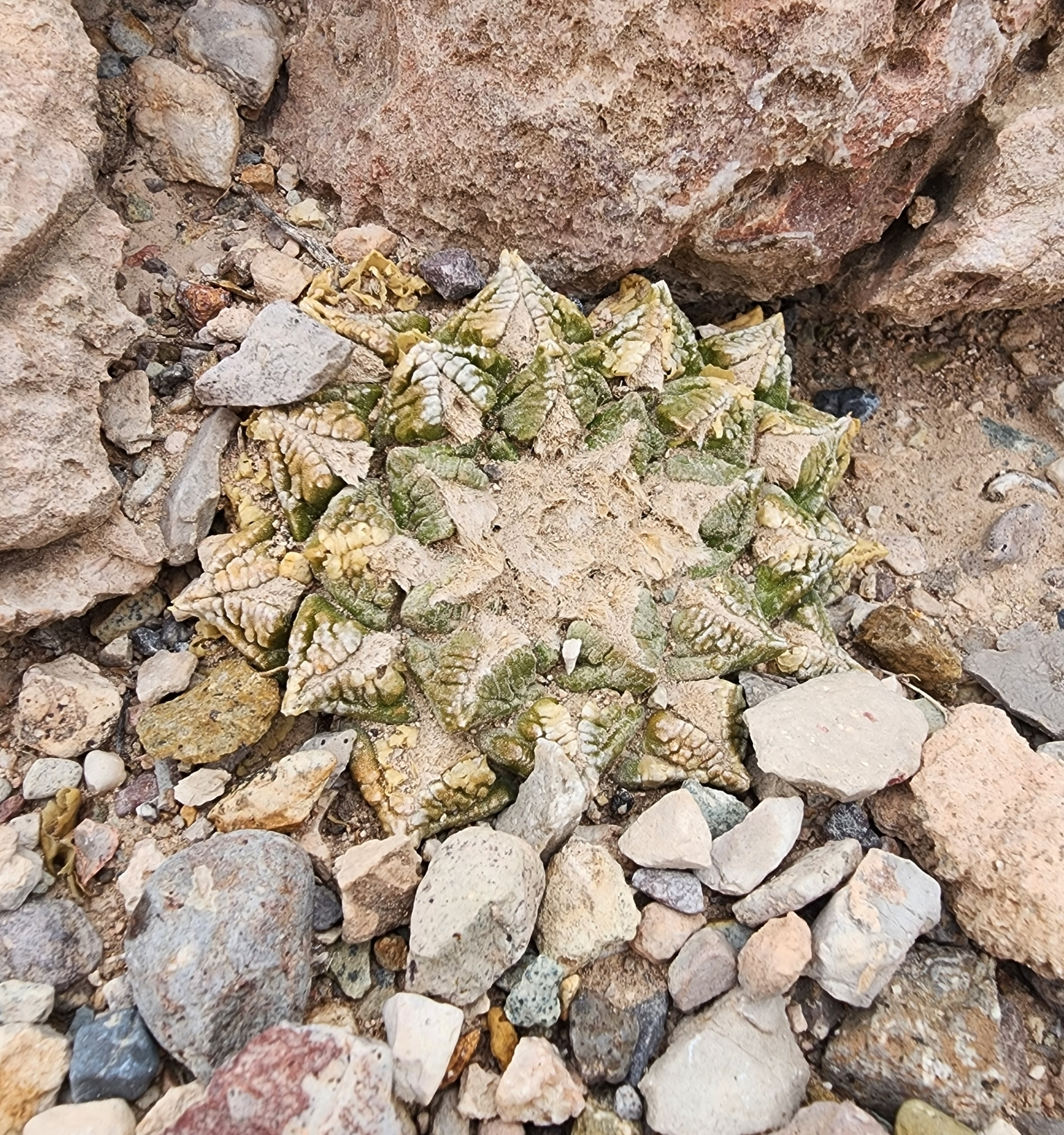
Detalle de la planta con el cuerpo semienterrado

Ariocarpus fissuratus es una especie de cactus que crece con el cuerpo semienterrado en la tierra, con una tasa de crecimiento extremadamente lenta. Es de color verde grisáceo y se vuelve de un tinte amarillento a marrón con la edad. Su cuerpo va de aplanado a esférico, puede llegar a medir de 1,5 a 10 cm de alto y tiene un diámetro de 10 a 15 cm. 
Consta de muchos tubérculos o pequeñas protuberancias parecidas a hojas aplanadas, triangulares o rómbicas que a veces se superponen y que crecen distribuidas en espiral a partir de una gran raíz pivotante suculenta. Suelen ser solitarios y casi siempre permanecen sin ramificar.
Los tubérculos tienen el ápice normalmente redondeado y miden de 1 a 2 cm de largo y 2 cm de ancho. Tienen la superficie superior endurecida y están casi completamente divididas y surcadas transversalmente por un surco pronunciado que conecta la areola y la axila. Debido a la lana que emerge de los surcos, (que inicialmente es de color rubio pajizo, luego se oscurece y finalmente se vuelve gris), las partes superiores de las plantas están bien protegidas y generalmente ocultas a la vista. Sin embargo, con el tiempo la lana se desprende, de modo que los surcos de los tubérculos más antiguos están casi desnudos. 
Las areolas de esta especie no presenta espinas, ya que debido a su color y aspecto, se camufla muy bien en su hábitat, lo que dificulta su localización. De hecho, cuando se encuentran, normalmente se debe a sus llamativas flores rosadas que florecen en octubre y principios de noviembre. 

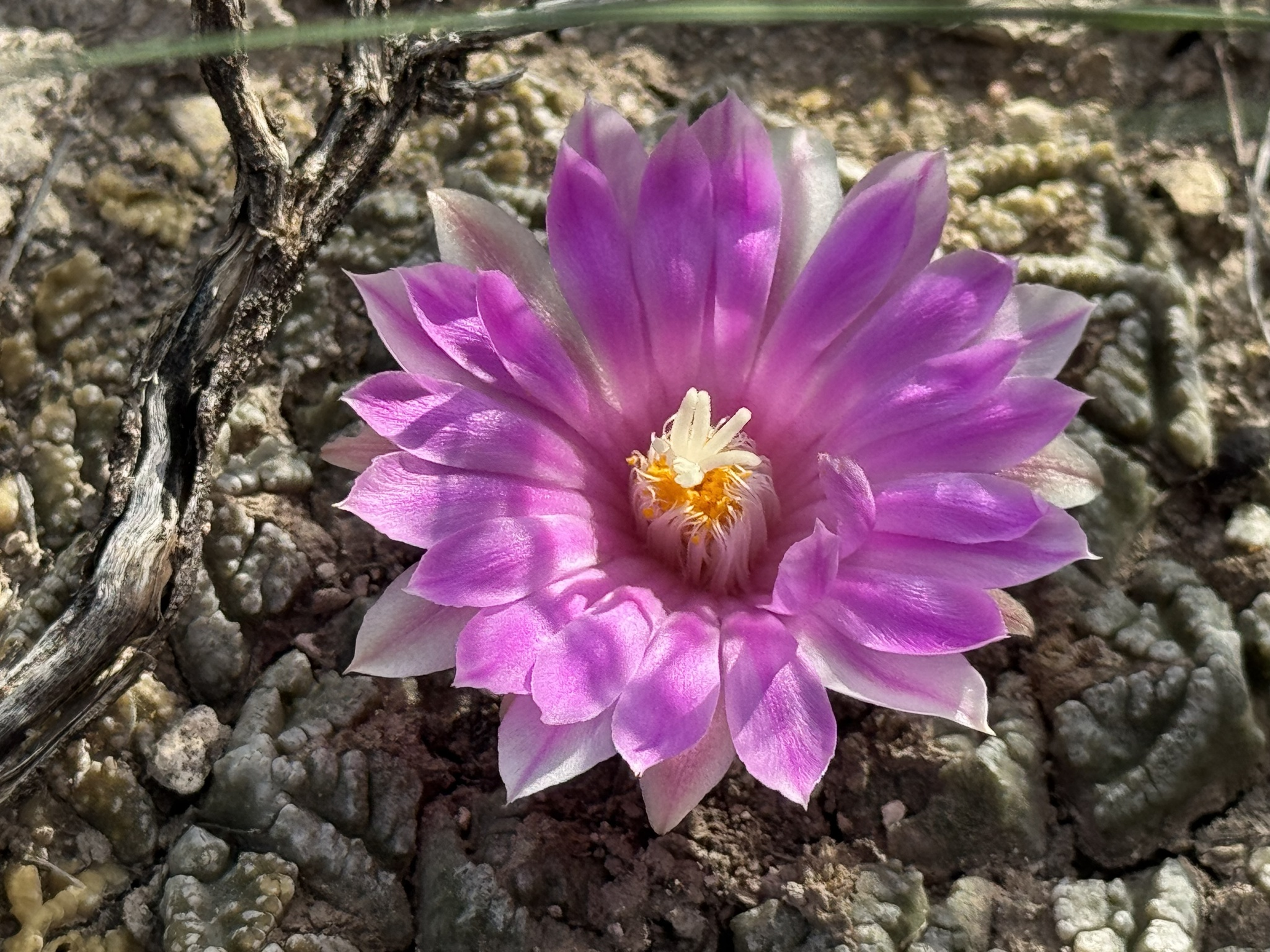
Detalle de la flor

Las flores se desarrollan individualmente a partir de los surcos de las areolas más jóvenes, por lo que están situadas casi en el centro. Van de color púrpura claro a rojo rosado, con una garganta más oscura, y alcanzan un diámetro de unos 2,5 a 4,5 cm. El polen es de color naranja y los estigmas son casi blancos. Después de la fecundación, se forman frutos que tienen forma fusiforme o maza, de color verdoso a blanco, de 5 a 15 mm de largo y de 2 a 6 mm de diámetro.

## Distribución y hábitat

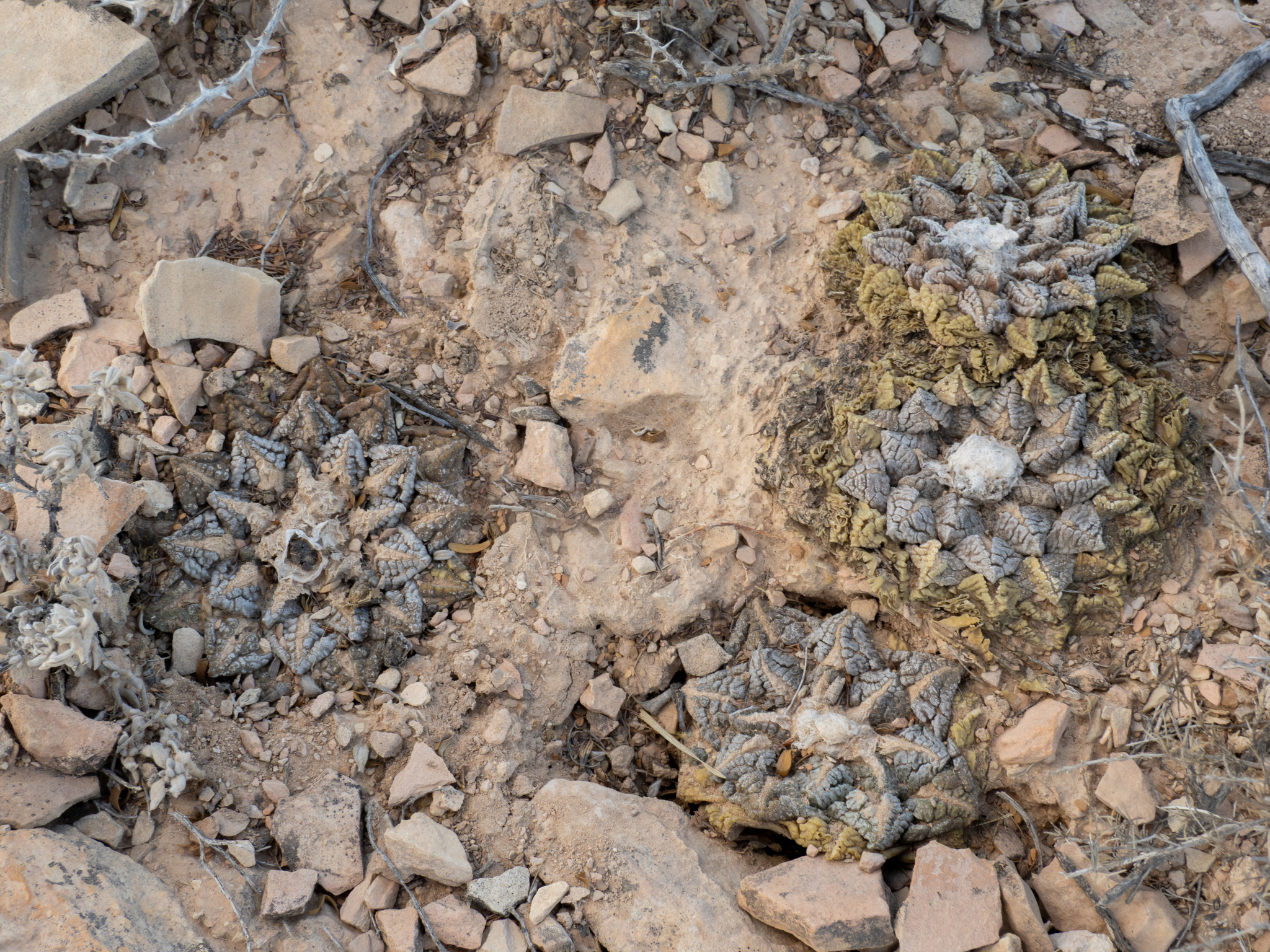
Plantas en su hábitat

El área de distribución nativa de esta especie va desde el suroeste y el sur de Texas hasta el noreste y suroeste de México (Jalisco). Es un subarbusto suculento que crece principalmente en el bioma desértico o de matorral seco, a elevaciones de entre 500 y 1170 metros sobre el nivel del mar. 
Su hábitat natural son las llanuras secas de piedra caliza, crestas y colinas bajas y rocosas de trozos de piedra caliza.

## Taxonomía
La primera descripción de esta especie fue como Mammillaria fissurata , publicada en 1856 por el botánico alemán George Engelmann en Syn. Cact. US: 14.
Más tarde, el botánico alemán Karl Moritz Schumann trasladó la especie al género Ariocarpus, por lo que pasó a llamarse Ariocarpus fissuratus. Registró estos cambios en el trabajo científico Die Natürlichen Pflanzenfamilien Nachtr. 106 [III, 6a]: 195, publicado en 1984.
Etimología
- Ariocarpus: nombre genérico formado a partir de las palabras griegas aria (que significa 'blanco' o 'blanquecino') y carpus (que significa 'fruto'), en alusión al color blanco tan característico de sus frutos.
- fissuratus: epíteto específico que deriva del latín y que significa 'agrietado' o 'surcado', haciendo referencia a las hendiduras que presentan las protuberancias en forma de hoja de la especie.[6]

Sinonimia
- Anhalonium engelmannii Lem., 1868
- Anhalonium fissuratum Engelm., publicación de 1857, 1856
- Ariocarpus fissuratus var. lloydii (Rose) W.T.Marshall, 1941
- Ariocarpus fissuratus subsp. lloydii (Rose) U.Guzmán, 2003
- Ariocarpus fissuratus subsp. pailanus Halda, 1998
- Ariocarpus lloydii Rose, 1911
- Ariocarpus lloydii var. alcalde Frič, 1925
- Mammillaria fissurata Engelm., 1856 (basónimo)
- Roseocactus fissuratus (Engelm.) A. Berger, 1925
- Roseocactus intermedius Backeb. & Kilian, 1960
- Roseocactus lloydii (Rose) A. Berger, 1925

## Estado de conservación
En la Lista Roja de Especies Amenazadas de la UICN, la especie está clasificada como de “Preocupación Menor (LC)”.
Sin embargo esta especie está amenazada por la recolección ilegal. De hecho, decenas de miles de estos cactus en Texas son extraídos ilegalmente cada año, arrasando con poblaciones enteras para su posterior venta a coleccionistas de Europa y Asia. Por lo que se está perdiendo una gran variabilidad genética, debilitando así las posibilidades de supervivencia futura de la especie.

## Importancia económica y cultural

### Cultivo

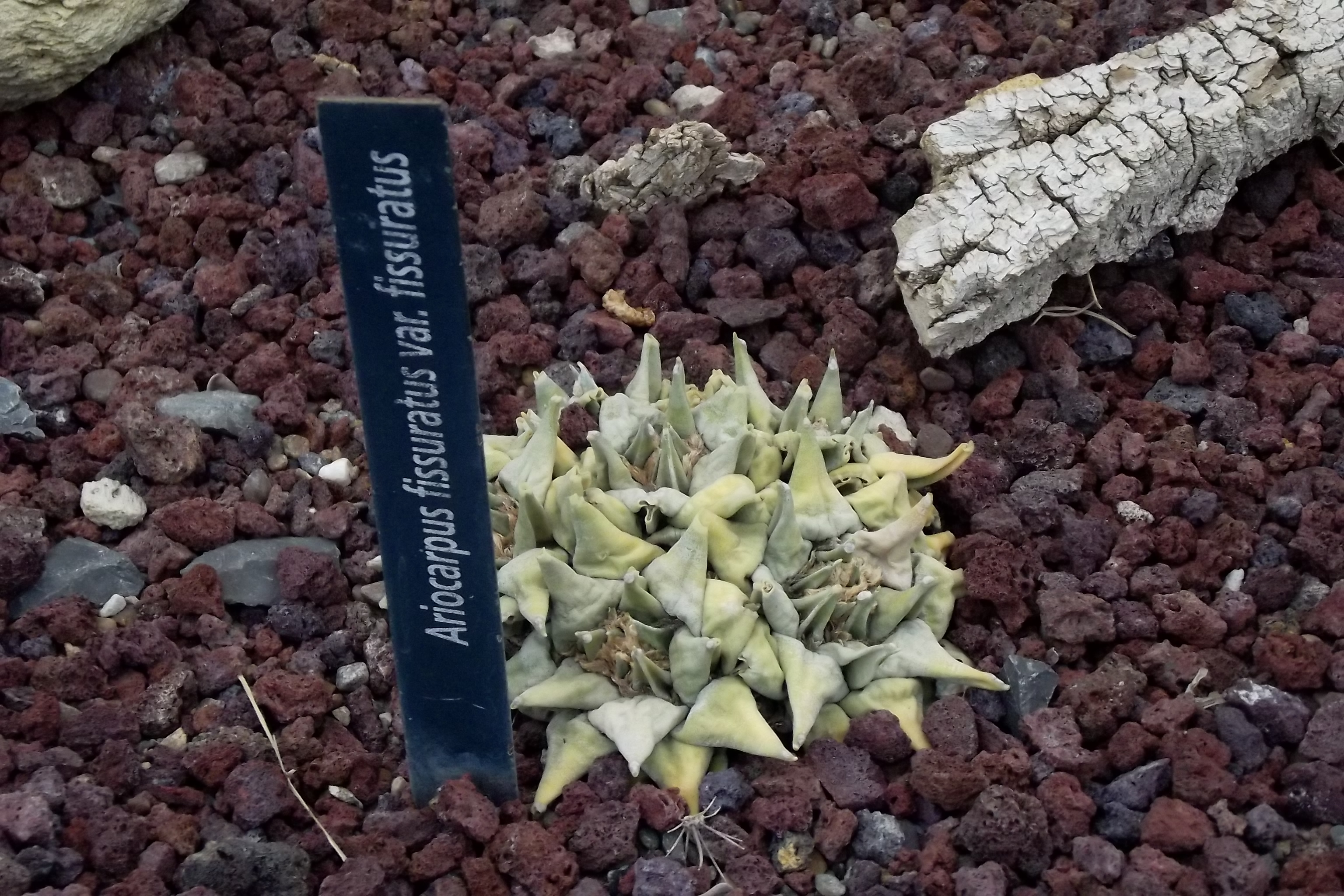
Planta en cultivo

La especie se cultiva a menudo como planta ornamental aunque como su crecimiento es demasiado lento suele injertarse en un cactus columnar de crecimiento más rápido para acelerar su crecimiento, ya que por lo general, tardaría al menos una década en alcanzar la madurez por sí solo. Requiere de muy poca agua y fertilizante, una buena cantidad de luz y un suelo arenoso suelto con buen drenaje. 

### Psicoactividad
Ariocarpus fissuratus es una especie única, ya que ha sido utilizada por tribus nativas americanas (como los Tarahumara) como una sustancia que altera la mente en ceremonias religiosas, generalmente solo como sustituto del peyote. Si bien no contiene mescalina como especies como el peyote, se ha descubierto que contiene otras sustancias activas a nivel central, como N-metiltiramina, N-metil-3,4-dimetoxi-β-fenetiamina y hordenina,  aunque en dosis demasiado pequeñas para ser activas.

### Otros usos
Los lugareños utilizan la baba de las raíces de ésta planta como pegamento para reparar la cerámica o para la elaboración del tejuino, una bebida fermentada a partir del maíz. 
También sirve como planta medicinal, ya que además de anestésico se utiliza para tratar contusiones, heridas y mordeduras. Alivia la fiebre y las molestias reumáticas. Además, masticado o bebido, esta planta sirve como estimulante para los corredores locales. 

## Referencia
1. ↑  «Ariocarpus fissuratus (Engelm.) K.Schum. | Plants of the World Online | Kew Science». Plants of the World Online (en inglés). Consultado el 29 de diciembre de 2024.
2. ↑  Wagner, D Russell (2008-07). [201b:lbbuar2.0.co;2 «Little Big Bend—Common, uncommon, and rare plants of Big Bend National Park, by. Morey Roy . 2008. Texas Tech University Press. Soft cover. 329 pp in full color.»]. Cactus and Succulent Journal 80 (4): 201-201. ISSN 0007-9367. doi:10.2985/0007-9367(2008)80[201b:lbbuar]2.0.co;2. Consultado el 29 de diciembre de 2024.
3. ↑  Perfiles de salinidad y temperatura de la columna de agua obtenidos en el Crucero Oceanográfico Caribe. Colombia. Junio - agosto de 1993. doi:10.26640/cecoldo.dataset_00175. Consultado el 29 de diciembre de 2024.
4. ↑  «Mammillaria fissurata Engelm. | Plants of the World Online | Kew Science». Plants of the World Online (en inglés). Consultado el 2 de enero de 2025.
5. ↑  Ariocarpus fissuratus en Trópicos
6. ↑  Urs Eggli, Leonard E. Newton: Etymological Dictionary of Succulent Plant Names. Birkhäuser 2004, ISBN 3-540-00489-0, S. 31.
7. ↑  «Sinónimos de Desert tropicals». Archivado desde el original el 4 de febrero de 2012. Consultado el 3 de abril de 2012.
8. ↑  «Ariocarpus fissuratus, ha sido evaluado recientemente para la Lista Roja de Especies Amenazadas de la UICN en 2009. Ariocarpus fissuratus figura como de Preocupación Menor.».
9. ↑  Walker, Colin C. (23 de mayo de 2022). «Palmer's Culture des Cactées – a rare cactus book». Bradleya 2022 (40). ISSN 0265-086X. doi:10.25223/brad.n40.2022.a19. Consultado el 29 de diciembre de 2024.
10. ↑  Slattery, Dennis Patrick (3 de abril de 2023). «Book ReviewThe Inner Work of Age: Shifting from Role to Soul (2022). By Connie Zweig. Park Street Press.». Psychological Perspectives 66 (2): 304-305. ISSN 0033-2925. doi:10.1080/00332925.2023.2242058. Consultado el 29 de diciembre de 2024.
11. ↑  Plath, Steve (6 de septiembre de 2022). «Supporting the Mutual Affair of Agaves and Bats». Cactus and Succulent Journal 94 (3). ISSN 0007-9367. doi:10.2985/015.094.0308. Consultado el 29 de diciembre de 2024.

- Datos: Q138341
- Multimedia: Ariocarpus fissuratus / Q138341
- Especies: Ariocarpus fissuratus